# Eroe del lavoro del Kazakistan
Il titolo di eroe del lavoro del Kazakistan è un titolo onorifico del Kazakistan.

## Storia
L'onorificenza è stata istituita il 1º dicembre 2008 ed è stata assegnata per la prima volta il 16 dicembre 2008. Chi riceve quest'onorificenza è insignito anche dell'ordine della patria.

## Insegne
- L'insegna è una stella a sette punte. Al centro della stella vi è un cerchio, affiancato da una corona di spighe di grano. Nel centro del cerchio vi è un libro aperto, nella pagina a destra, che ha messo un'immagine tridimensionale di vari oggetti da lavoro. Il rovescio della stella è concava, con profondo sollievo sui raggi, con una parte centrale piana, dove la scritta "Қазақстанның Еңбек Ері".
- Il nastro è completamente azzurro.

## Insigniti
1. Ayakul Torekyzy Mirazova (5 dicembre 2008) - Preside
2. Gennady Ivanovich Zenchenko (5 dicembre 2008) - Imprenditore agricolo
3. Abish Kekilbaevich Kekilbayev (4 dicembre 2009) - Attivista sociale e politico e scrittore nazionale del Kazakistan
4. Sayran Balkenovich Bukanov (4 dicembre 2009) - Amministratore della società a responsabilità limitata "Karken"
5. Bagdad Mukhametovich Shayakhmetov (4 dicembre 2009) - Dirigente d'azienda
6. Argyn Zhunusov (2 luglio 2010) - Veterano del lavoro, lavoratore dell'acciaio e veterano della società
7. Yerkegali Rahmadievich Rakhmadiyev (7 dicembre 2010) - Professore all'Università nazionale kazaka delle Arti
8. Valentin Dvurechenskii (11 novembre 2011) - Regista
9. Adylhan Aytkazinovich Kenzhebaev (11 novembre 2011) - Dirigente d'azienda
10. Ruslan Zhumabekovich Moldabekov (11 novembre 2011) - Dirigente d'azienda
11. Uzakbai Suleimenovich Karabalin (5 dicembre 2011) - Direttore Generale dell'Istituto kazako del petrolio e del gas
12. Sergei Alexandrovich Tereshchenko (5 dicembre 2011) - Presidente del Consiglio del Fondo Internazionale d'Integrazione
13. Abzal Žumanovitš Jeralijev (dicembre 2013) - Regista
14. Yuri Vladimirovich Pyat (dicembre 2013) - Presidente del consiglio del Centro nazionale scientifico cardiochirurgico
15. Ivan Adamovich Sauer (dicembre 2013) - Direttore generale dell'azienda agricola "Agrofirm", nella regione di Akmola
16. Ayman Kozhabekovna Musahodzhayeva (5 dicembre 2014) - Rettore dell'Università nazionale kazaka delle arti
17. Ryshat Babaevich Amrenov (3 dicembre 2015) - Meccanico nella miniera "Vostochny" della sezione orientale della Compagnia energetica eurasiatica
18. Mukash Zulkarnaevich Iskandirov (3 dicembre 2015) - Direttore generale di Kazphosphate LLP, nella città di Taraz
19. Boris Pavlovich Knyazev (3 dicembre 2015) - Direttore del LLP "Altynsarino", nel distretto di Kamystinsky della regione di Kostanay
20. Olzhas Omarovich Suleimenov (17 maggio 2016) - Poeta e personaggio pubblico
21. Serik Kuandykovich Akshulakov (5 dicembre 2016) - Presidente del consiglio del Centro nazionale per la neurochirurgia
22. Almaty Zhanabilevich Tursunov (5 dicembre 2016) - Direttore generale di "TPK Karasu"
23. Asanali Ashimovich Ashimov (18 maggio 2017) - Direttore artistico del teatro "M. Auezov"
24. Akhmetzhan Smagulovich Yesimov (5 dicembre 2017) - Presidente del consiglio della compagnia nazionale Astana Expo-2017
25. Ruslan Turjanovich Kuatov (5 dicembre 2017) - Direttore di Tengizchevroil LLP
26. Zhaqsylyq Amiraluli Üshkempirov (5 dicembre 2017) - Capo della compagnia forestale Zhasylyk nel distretto di Zhambyl nella regione di Almaty